# Naturschutzgebiet Segelfluggelände Eudenbach
Das Naturschutzgebiet Segelfluggelände Eudenbach hat eine Größe von ca. 47,8 ha und umfasst in der Stadt Königswinter in der Gemarkung Oberhau die Flur 6 und in der Stadt Bad Honnef in der Gemarkung Aegidienberg die Flur 23.
Das Gelände liegt auf einem leicht nach Süden geneigten Höhenrücken der Niederwesterwälder Hochmulde, ca. 300 m ü. NHN, und ist Teil des seit Jahrhunderten Mußer Heide (auch Musser Heide) genannten Gebietes im Bereich der Kommunal- bzw. Landesgrenze rund um den Hochpunkt 304 m ü. NHN. Es ist das größte zusammenhängende Magerwiesengelände der Umgebung, das keiner intensiven Landwirtschaft ausgesetzt ist. Hier weiden im Sommer die Schafe und hier hat sich im Laufe der Jahrzehnte eine besondere Fauna und Flora entwickelt. Die Benutzung durch die Segelflieger liegt in der Zeit zwischen April und Oktober und nur in einem bestimmten Bereich, sodass der Natur ausreichend Ruhezeit gelassen wird.
Das Segelfluggelände Eudenbach war am 29. April 2004 seitens der Bezirksregierung Köln unter Naturschutz gestellt worden. Die Unterschutzstellung erfolgte wegen der besonderen Bedeutung des Gebietes zum Erhalt und zur Wiederherstellung von magerem Grünland, insbesondere von Mager- und Borstgrasrasen, von feuchtem Grünland, sowie eines großen zusammenhängenden, überwiegend extensiv genutzten Grünlandbereichs.
Unmittelbar östlich, auf rheinland-pfälzischer Seite, befindet sich das Naturschutzgebiet Buchholzer Moor mit Lökestein und Sauerwieser Heide, das 1982 in einem Bereich am Lökestein von ca. 3,8 ha und einer Erweiterung in 2007 mit insgesamt 67 ha unter Schutz gestellt wurde. Nördlich befindet sich das Naturschutzgebiet Komper Heide.
Auf dem Segelfluggelände findet man heute folgende, zum Teil auf der roten Liste stehende Arten:
Pflanzen
Gewöhnliche Natternzunge (Ophioglossum vulgatum) ca. 3.000–4.000 Stück, Geflecktes Knabenkraut (Dactylorhiza maculata) über 1.000 Stück, Lungen-Enzian (Gentiana pneumonanthe), Englischer Ginster (Genista anglica), Quendelblättrige Kreuzblume (Polygala serpyllifolia), Weiße Waldhyazinthe (Polantanthera bifolia)
Vögel
Wiesenpieper (Anthus pratensis), Feldlerche (Alauda arvensis), Baumpieper (Anthus trivialis), Neuntöter (Lanius collurio)
Schmetterlinge
Großes Ochsenauge (Maniola jurtina), Schachbrett (Melanargia galathea), Grünwidderchen (Adscita statices)